# Ngongo (Mbonge)
Pour les articles homonymes, voir Ngongo.
Ngongo (ou Ngongo Bakundu) est un village du Cameroun situé dans le département de la Meme et la Région du Sud-Ouest. Il fait partie de la commune de Mbonge.

## Population
En 1967, la localité comptait 252 habitants, principalement des Bakundu.
Lors du recensement national de 2005, on y a dénombré 458 habitants.